# Ammothella uniunguiculata
Ammothella uniunguiculata is een zeespin uit de familie Ammotheidae. De soort behoort tot het geslacht Ammothella. Ammothella uniunguiculata werd in 1881 voor het eerst wetenschappelijk beschreven door Dohrn. 